# Батлер, Артур Гардинер
Артур Гардинер Батлер (Arthur Gardiner Butler, 27 июня 1844, Челси, Большой Лондон — 28 мая 1925, Бекенхэм, Большой Лондон) — английский энтомолог, арахнолог и орнитолог, долгое время работавший над систематикой птиц, насекомых и паукообразных в Британском музее.

## Биография
Артур Гардинер Батлер вырос в лондонском районе Челси. Он был сыном Томаса Батлера, служащего Британского музея, который в 1857 году был ассистентом Антонио Паницци, директора библиотеки Британского музея. С 1863 года и до ухудшения своего состояния здоровья в 1901 году Батлер работал для Британского музея. В 1879 году он стал куратором отделения членистоногих, а в 1895 году — куратором отделения насекомых. Как признание за энтомологические труды Батлер получил в 1893 году степень почётного доктора Западного университета Пенсильвании. Наряду с несколькими энтомологическими сочинениями Батлер опубликовал книги о птицах (особенно о оологии и птицеводстве), а также писал для журнала «The Feathered World». В своих арахнологических трудах он занимался в том числе арахнофауной Австралии, Галапагосских островов и Мадагаскара.
Батлер был членом Королевского энтомологического общества, Линнеевского общества, Зоологического общества, а также членом Британского союза орнитологов.

## Публикации

### Арахнология
- A list of the spiders of the genus Acrosoma (1873)
- A monographic list of the species of Gasteracantha, or crab-spiders (1873)

### Энтомология
- Catalogue of Diurnal Lepidoptera of the family Satyridae in the collection of the British Museum (1868)
- Catalogue of Diurnal Lepidoptera Described by Fabricius in the Collection of the British Museum (1870)
- Lepidoptera Exotica, or, Descriptions and illustrations of exotic lepidoptera (1869—1874)
- Tropical Butterflies and Moths (1873)
- Catalogue of the Lepidoptera of New Zealand (1874)
- The Butterflies of Malacca (1879).
- вместе с Хербертом Дрюсом[англ.] (1846—1913), Descriptions of new genera and species of Lepidoptera from Costa Rica. Cistula entomologica, 1 :S. 95-118 (1872).
- List of insects collected by Miss Elizabeth Taylor in North America in the summer of 1892 (1893)

### Орнитология
- British Birds’ Eggs: a handbook of British oology (1886)
- Foreign finches in Captivity (1895—1896) иллюстрации Фредерика Уильяма Фрохока[англ.]
- Foreign birds for cage and aviary , Order Passeres… (1896—1897) иллюстрации Frederick William Frohawk (1861—1946)
- Contributions to British Birds with their Nests and Eggs Тома I, II и III. (1896—1899) иллюстрации Frederick William Frohawk
- Birds’ Eggs of the British Isles (1904) иллюстрации Frederick William Frohawk
- Birds of Great Britain and Ireland 2 тома (1907—1908), иллюстрации Frederick William Frohawk и Henrik Grönvold